# Шизофазия
Шизофази́я (от др.-греч. σχίζω «расщеплять, раскалывать» и φάσις «речь, высказывание») — симптом психических расстройств, выражающийся в речевой разорванности — нарушении структуры речи, при которой, в отличие от речевой бессвязности (потока несвязанных слов), фразы строятся правильно, однако не несут никакой смысловой нагрузки, а содержание речи соответствует содержанию бреда. Это расстройство речи отражает разорванность мышления пациентов. Употребляемые при шизофазии ассоциации случайны и хаотичны.
В тяжёлых случаях шизофазия может переходить в словесную «окрошку» (также известную как словесный «салат») — инкогерентное мышление и речь, характеризующееся отсутствием связи между словами и нарушением грамматического построения предложений.
Это расстройство характерно прежде всего для шизофрении. Шизофазия может развиваться как в начале заболевания шизофренией, так и только в исходной стадии — на фоне эмоциональной тупости и шизофренического слабоумия. Понятие шизофазии было введено Э. Крепелином в 1913 году и некоторое время она считалась особой формой шизофрении. Некоторые авторы даже выделяют отдельную форму шизофрении с таким названием, но большинством учёных выделение такой нозологической формы не поддерживается.
Для шизофазии характерна повышенная речевая активность, речевой напор, а также «симптом монолога», характеризующийся речевой неистощимостью и отсутствием потребности в собеседнике. Как правило, этот симптом сочетается с внешней упорядоченностью, доступностью для общения и относительной интеллектуальной и аффективной сохранностью больных. Сознание при шизофазии не расстроено, инструкции выполняются больным правильно. Отличительной чертой шизофазии считаются преимущественная продукция морфемных словообразований и «глоссоманиакальных высказываний». Помимо параноидной формы шизофрении она может возникать при тяжёлом слабоумии. Шизофазия встречается и при органических поражениях головного мозга (наряду с афатическими расстройствами).

## Пример шизофазии
Стенограмма фонозаписи из приложения к «Большой медицинской энциклопедии» (1962):
Родился на улице Герцена, в гастрономе номер двадцать два. Известный экономист, по призванию своему — библиотекарь. В народе — колхозник. В магазине — продавец. В экономике, так сказать, необходим. Это, так сказать, система… э-э-э… в составе ста двадцати единиц. Фотографируете Мурманский полуостров и получаете «Те-ле-фун-кен». И бухгалтер работает по другой линии — по линии библиотекаря. Потому что не воздух будет, академик будет! Ну вот можно сфотографировать Мурманский полуостров. Можно стать воздушным асом. Можно стать воздушной планетой. И будешь уверен, что эту планету примут по учебнику. Значит, на пользу физике пойдёт одна планета. Величина, оторванная в область дипломатии, даёт свои колебания на всю дипломатию. А Илья Муромец даёт колебания только на семью на свою. Спичка в библиотеке работает. В кинохронику ходят и зажигают в кинохронике большой лист. В библиотеке маленький лист разжигают. Огонь… э-э-э… будет вырабатываться гораздо легче, чем учебник крепкий. А крепкий учебник будет весомее, чем гастроном на улице Герцена. А на улице Герцена будет расщеплённый учебник. Тогда учебник будет проходить через улицу Герцена, через гастроном номер двадцать два, и замещаться там по формуле экономического единства. Вот в магазине двадцать два она может расщепиться, экономика! На экономистов, на диспетчеров, на продавцов, на культуру торговли… Так что, в эту сторону двинется вся экономика. Библиотека двинется в сторону ста двадцати единиц, которые будут… э-э-э… предмет укладывать на предмет. Сто двадцать единиц — предмет физика. Электрическая лампочка горит от ста двадцати кирпичей, потому что структура, так сказать, похожа у неё на кирпич. Илья Муромец работает на стадионе «Динамо». Илья Муромец работает у себя дома. Вот конкретная дипломатия! Открытая дипломатия — то же самое. Ну, берём телевизор, вставляем в Мурманский полуостров, накручиваем там… э-э-э… всё время чёрный хлеб… Так что же, будет Муромец, что ли, вырастать? Илья Муромец, что ли, будет вырастать из этого?Больной шизофренией, 27 лет.